# Landespolizei (Germania)

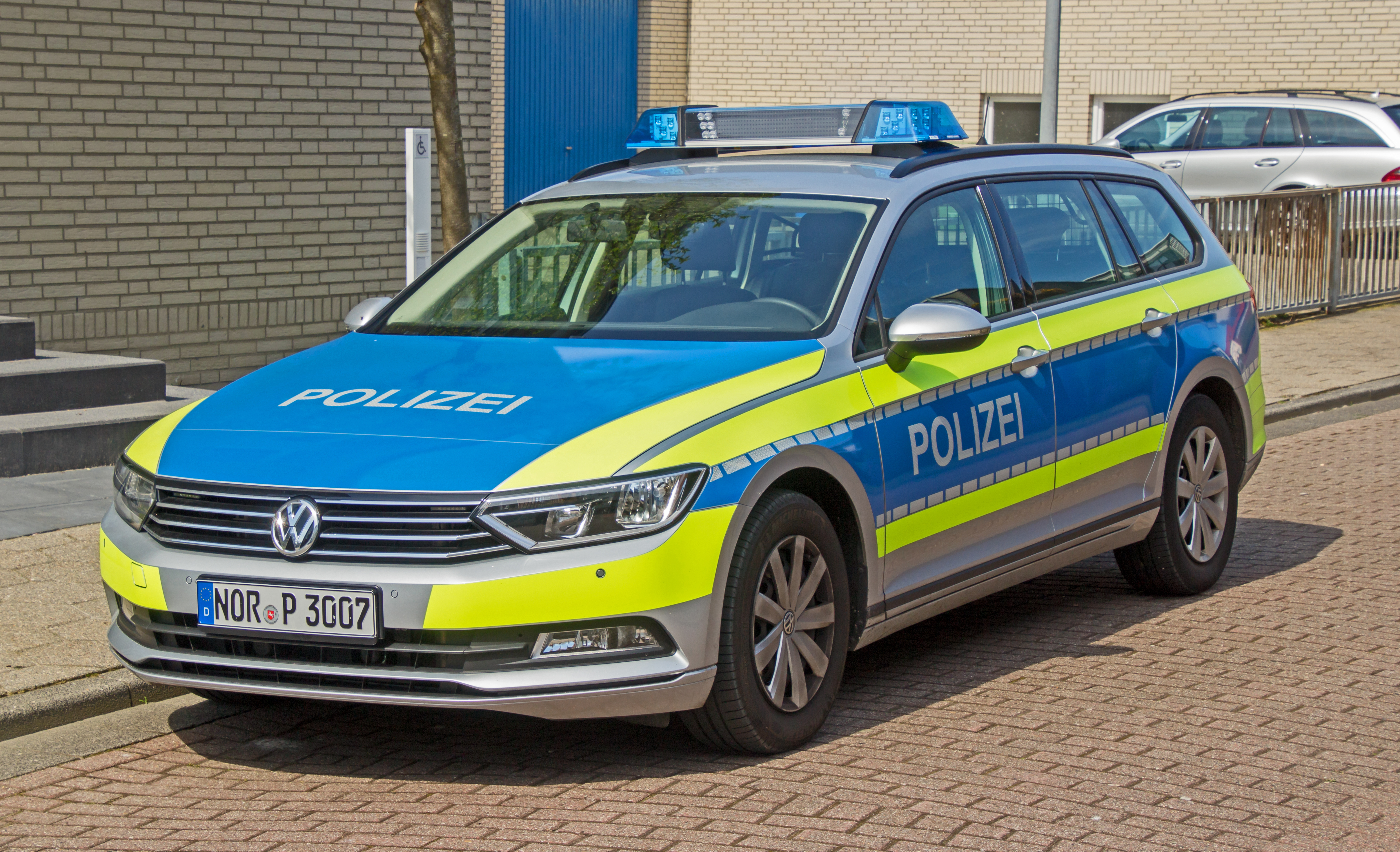
Automobile di ultima generazione Volkswagen Passat della polizia in Bassa Sassonia.

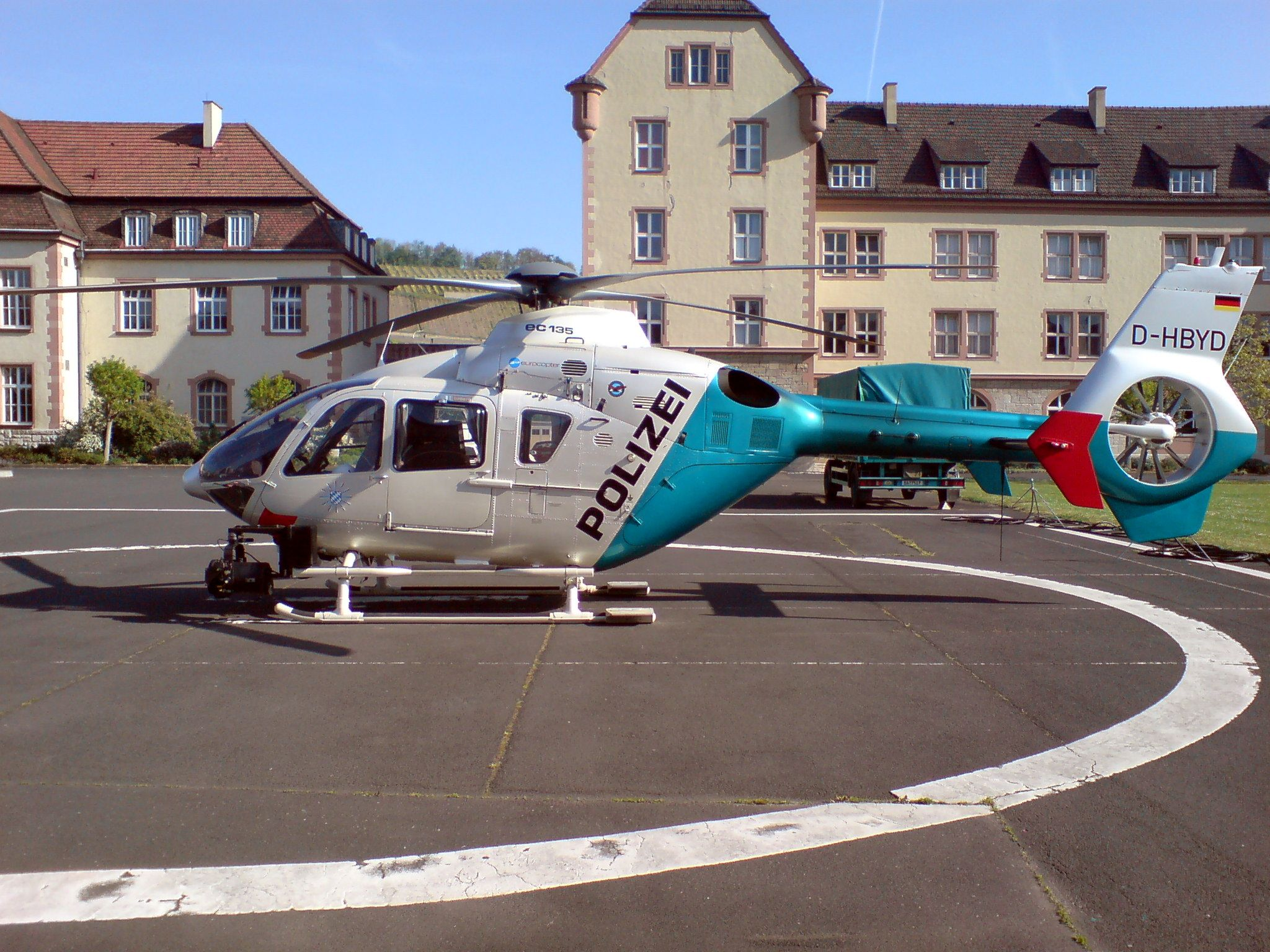
Eurocopter EC 135 tedesco della polizia statale della Baviera.

Le Landespolizei (polizia di Stato) sono le forze di polizia dei singoli Lander tedeschi.
Dipendono per giurisdizione, finanziamenti e personale dagli Stati federati della Germania.

## Storia
Le origini della Landespolizei si possono rintracciare nel XIX secolo quando i vari principati possedevano le loro proprie forze dell'ordine, le più grandi delle quali erano la Polizia Segreta Prussiana e la Polizia Statale della Baviera. Quando la Germania fu riunita in una singola nazione da Otto von Bismarck, queste e altre agenzie di polizia divennero le basi per la creazione delle Landespolizei. Parecchi paesi e città mantennero le loro forze di polizia in quanto l'incremento di leggi e norme rendevano il controllo della vita civile e urbana sempre più complicato.
Nel periodo della Germania nazista, tutte le forze di polizia, sia statali sia cittadine, furono assorbite nella Ordnungspolizei che esistette dal 1936 al 1945.
Dopo la Seconda guerra mondiale, la vita quotidiana nella sconfitta Germania era disastrosa: grandi masse di profughi e sfollati non avevano di che nutrirsi. Erano ormai diffusissimi gli attacchi da parte di bande armate, le rapine, i furti e il mercato nero e la polizia militare non poteva garantire sicurezza in una situazione così turbolenta. Le autorità Alleate di ciascuna delle zone di occupazione della Germania Ovest decisero rapidamente di permettere la creazione di forze di polizia civile. In tutte e tre le zone (francese, britannica, americana), fu posta l'enfasi sulla decentralizzazione dallo Stato federale, la demilitarizzazione e la democratizzazione della polizia. Alcune delle restrizioni furono rimosse a causa dell'incremento delle tensioni della Guerra Fredda, specialmente ci si rese conto che per alcune funzioni della polizia necessitava un controllo centrale anziché locale.
La Germania Est, sotto il controllo dell'Unione Sovietica, creò invece la Volkspolizei ad ordinamento militare.

## Organizzazione

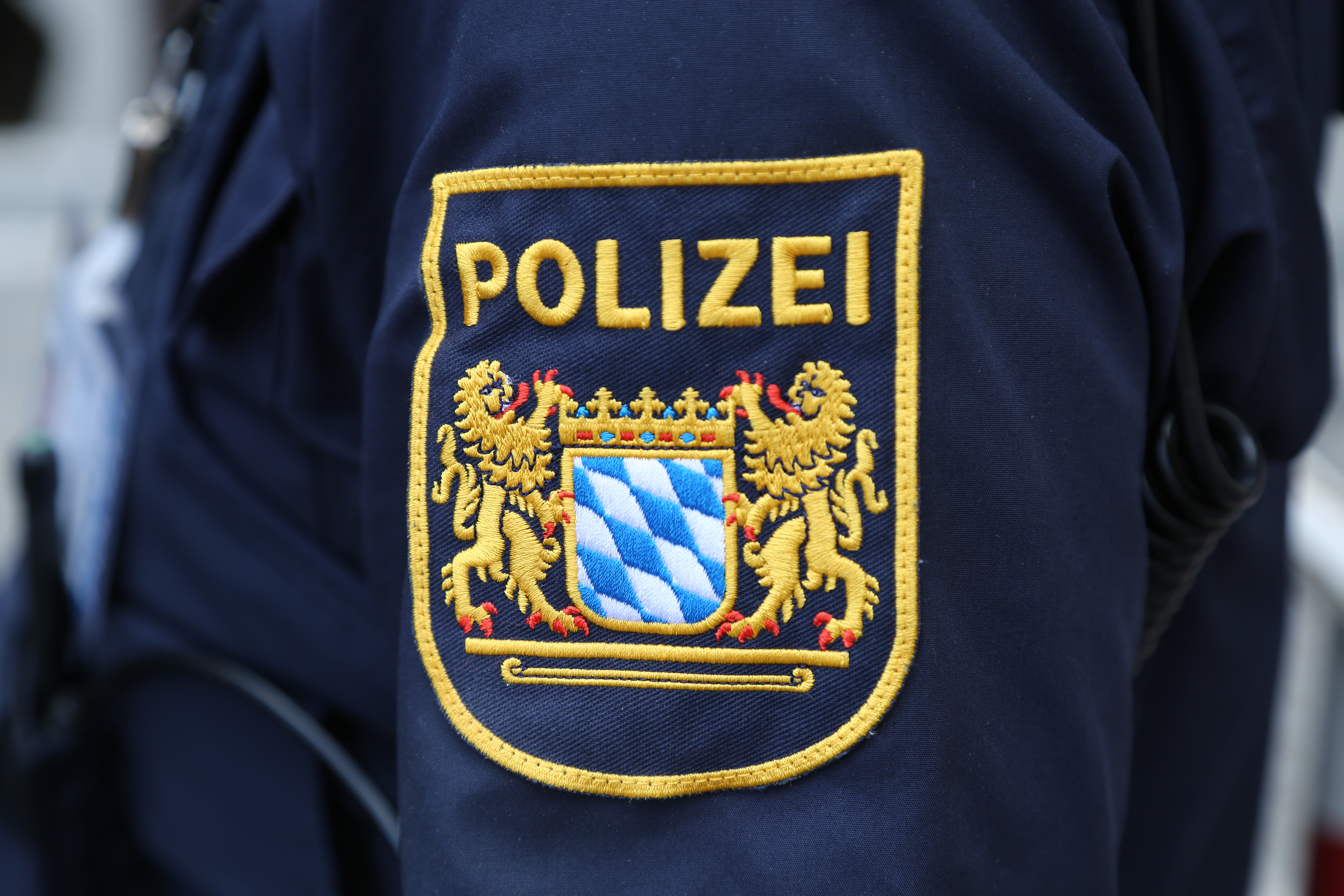
Il distintivo a fondo verde della polizia statale della Baviera.

Tutte le Landespolizei sono subordinate al Ministero degli Interni del Land di appartenenza. Le strutture di queste forze di polizia possono differire leggermente (a seconda della volontà delle realtà locali) ma in genere in cima alla piramide dirigenziale delle Landespolizei, direttamente alle dipendenze del Ministero, c'è il quartier generale della polizia, chiamato Präsidium nella maggior parte degli stati e Landespolizeidirektion in Baden-Württemberg. Questi quartier-generali dirigono le operazioni in vaste aree oppure in città molto grandi e hanno funzioni di tipo amministrativo e di supervisione. I Präsidium spesso comandano le unità specialistiche della Landespolizei come la polizia autostradale (Autobahnpolizei), la polizia montata (Berittene Polizei) e le unità cinofile (Polizei Diensthunde).
Scendendo la piramide, ci sono i distretti di polizia (Direktionen) che supervisionano delle comunità da 200 000 a 600 000 cittadini. Alle dipendenze di ciascuna Direktion ci sono diverse stazioni locali (Inspektion) o circoscrizioni (Revier) che funzionano ventiquattr'ore su ventiquattro, conducono le normali attività di polizia come pattuglie o raccolte di denunce. Rappresentano i punti di contatto con le comunità locali. Ancora più piccoli sono i Polizeiposten, piccoli uffici con un organico che in genere si attesta a uno o due agenti e che hanno orari da ufficio.

## Elenco
La tabella seguente fornisce una panoramica delle Landespolizei in Germania.
| Stato federato                   | Landespolizei                                  |
| -------------------------------- | ---------------------------------------------- |
| Amburgo                          | Polizia di Amburgo                             |
| Assia                            | Polizia dell'Assia                             |
| Baden-Württemberg                | Polizia del Baden-Württemberg                  |
| Bassa Sassonia                   | Polizia della Bassa Sassonia                   |
| Baviera                          | Polizia bavarese                               |
| Berlino                          | Polizia di Berlino                             |
| Brandeburgo                      | Polizia del Brandeburgo                        |
| Brema                            | Polizia di Brema                               |
| Meclemburgo-Pomerania Anteriore  | Polizia del Meclemburgo-Pomerania Anteriore    |
| Renania-Palatinato               | Polizia della Renania-Palatinato               |
| Renania Settentrionale-Vestfalia | Polizia della Renania Settentrionale-Vestfalia |
| Saarland                         | Polizia della Saarland                         |
| Sassonia                         | Polizia della Sassonia                         |
| Sassonia-Anhalt                  | Polizia della Sassonia-Anhalt                  |
| Schleswig-Holstein               | Polizia dello Schleswig-Holstein               |
| Turingia                         | Polizia della Turingia                         |

## Gradi
I gradi della polizia locale sono gli stessi della polizia federale
| Grado | Traduzione                       | Insegna di grado | Equivalente alla Bundeswehr |
| --- | -------------------------------- | ---------------- | --------------------------- |
| Polizeimeisteranwärter (PMA)                                                                                               | Aspirante agente                 |                  |                             |
| Grenzpolizeiliche Unterstützungskraft (GUK) Bundespolizeiliche Unterstützungskraft (BUK) Polizeivollzugsangestellter (PVA) | Agente                           |                  |                             |
| Polizeimeister (PM) | Sovrintendente                   |                  | Feldwebel Oberfeldwebel     |
| Polizeiobermeister (POM)                                                                                                   | Sovrintendente capo              |                  | Hauptfeldwebel              |
| Polizeihauptmeister (PHM)                                                                                                  | Ispettore                        |                  | Stabsfeldwebel              |
| Polizeihauptmeister mit Amtszulage (PHMmZ)                                                                                 | Ispettore con indennità speciale |                  | Oberstabsfeldwebel          |

Senior ranks (Gehobener Dienst)
| Grado                               | Tradizione             | Insegna di grado | Equivalente alla Bundeswehr |
| ----------------------------------- | ---------------------- | ---------------- | --------------------------- |
| Polizeikommissaranwärter (PKA)      | Aspirante Commissario  |                  |                             |
| Polizeikommissar (PK)               | Vice Commissario       |                  | Leutnant                    |
| Polizeioberkommissar (POK)          | Commissario            |                  | Oberleutnant                |
| Polizeihauptkommissar A 11 (PHK)    | Commissario capo       |                  | Hauptmann                   |
| Polizeihauptkommissar A 12 (PHK)    | Commissario capo       |                  | Hauptmann                   |
| Erster Polizeihauptkommissar (EPHK) | Primo Commissario capo |                  | Stabshauptmann              |

Command ranks (Höherer Dienst)
| Grado                                                         | Traduzione                                              | Insegna di grado | Equivalente alla Bundeswehr |  |
| ------------------------------------------------------------- | ------------------------------------------------------- | ---------------- | --------------------------- |  |
| Polizeiratanwärter (PRA)                                      | Aspirante dirigente                                     |                  |                             |  |
| Polizeirat (PR)                                               | Vice Questore Aggiunto                                  |                  | Major                       |  |
| Polizeioberrat (POR)                                          | Vice Questore                                           |                  | Oberstleutnant              |  |
| Polizeidirektor (PD)                                          | Vice Questore                                           |                  | Oberstleutnant              |  |
| Leitender Polizeidirektor (LtdPD)                             | Primo Dirigente                                         |                  | Oberst                      |  |
| Vizepräsident in einer Bundespolizeidirektion (Bundespolizei) | Vice Presidente di una direzione della Polizia Federale |                  | Brigadegeneral              |  |
| Präsident einer Bundespolizeidirektion (Bundespolizei)        | Presidente di una direzione della Polizia Federale      |                  | Brigadegeneral              |  |
| Präsident einer Bundespolizeidirektion                        | Vice Presidente della Questura Federale                 |                  | Generalmajor                |  |
| Präsident des Bundespolizeipräsidiums                         | Presidente della Questura Federale                      |                  | Generalleutnant             |  |

## Territorialità

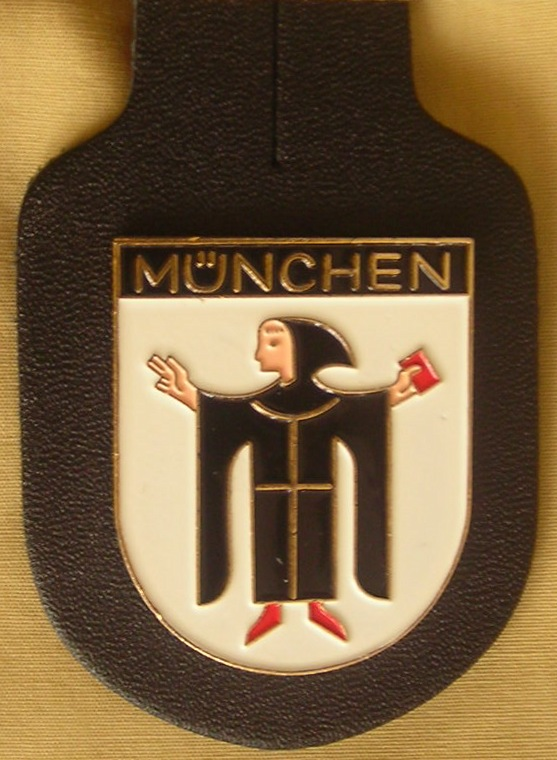
Distintivo da taschino della polizia statale di Monaco di Baviera.

La Landespolizei porta lo stemma del proprio Stato sulla manica dell'uniforma e talvolta è appuntato sulla tasca pettorale destra anche un distintivo di metallo che indica per quale dipartimento di polizia lavora l'agente. Gli agenti di polizia possono essere trasferiti ovunque nei confini del proprio Stato.

## Unità operative
Le Landespolizei sono suddivisi nelle seguenti unità operative:
- Schutzpolizei ("Schupo"): è costituita da agenti di polizia in divisa che pattugliano le strade, rispondono alle chiamate di emergenza, eccetera.
- Kriminalpolizei ("Kripo"): è l'unità investigativa che opera in borghese.
- Bereitschaftspolizei (BePo): sono le unità in uniforme che operano quando è richiesta maggiore dispiegamento di unità, come nei servizi d'ordine pubblico, quali dimostrazioni politiche, ad esempio.
- Landeskriminalamt (LKA): l'Ufficio statale della polizia criminale è direttamente subordinato al Ministero dell'Interno del Land, supervisiona le operazioni dirette a prevenire e ad investigare attività criminali. Inoltre, coordina le investigazioni in cui collaborano più di un Präsidium.
- Wasserschurzpolizei (WSP): è la polizia fluviale responsabile della sicurezza di fiumi, laghi e delle baie. Per ragioni pratiche, la WSP di uno Stato può avere giurisdizione anche in altri Länder (ad esempio, ad Amburgo la WSP è responsabile del fiume Elba nei seguenti stati: Meclemburgo-Pomerania Anteriore, Bassa Sassonia, Schleswig-Holstein e Amburgo).
- Spezialeinsatzkommando (SEK): sono le squadre SWAT delle Ladenspolizei.
- Autobahnpolizei: è la polizia autostradale, responsabile delle autostrade (autobahn) tedesche.

## Formazione
I singoli Land e la polizia federale (Bundespolizei) conducono corsi di base d'addestramento di polizia per il loro personale. La durata e la precisione di quest'addestramento contribuisce all'alto livello di professionalità della polizia in Germania. L'insegnamento di tutti gli aspetti del lavoro di polizia prende tempo ma sostiene una struttura unificata delle carriere che punta ad evitare una specializzazione prematura, insegna agli agenti ad avere una più ampia capacità di decisione, rende il cambio del campo di lavoro più facile e favorisce le opportunità di promozione.
Non è richiesta la cittadinanza tedesca per diventare agente di polizia. I dipartimenti di polizia nelle grandi città sono specialmente interessati all'arruolamento di agenti provenienti da etnie minoritarie per ridurre le barriere culturali e linguistiche. Tuttavia, questi agenti rappresentano ancora meno dell'un per cento del numero complessivo di poliziotti.
Le Landespolizei hanno avuto al loro servizio donne fin dalla ricostituzione del corpo dopo la Seconda guerra mondiale. Inizialmente, le donne erano assegnate esclusivamente a casi che coinvolgevano altre donne oppure dei bambini. Verso la metà degli anni settanta, però, alle donne fu permesso di svolgere il loro servizio anche nei compiti tradizionalmente più maschili, come le pattuglie. La proporzione di donne in esse sta aumentando, e fra gli alunni delle scuole di polizia le donne rappresentano il 40%-50%.
La maggior parte delle reclute della polizia viene arruolata direttamente dopo la fine della scuola. Il corso dura all'incirca due anni e mezzo, ed è composto sia da lezioni in classe che da stage presso i reparti operativi e la Bereitschaftspolizei. Queste persone si qualificano come agenti di polizia regolari e portano sulle spalle, ad indicare il loro grado, delle controspalline con stelle verdi, oppure blu se con la nuova uniforme blu.
Dopo un periodo come agente regolare, chi ha ottenuto dei risultati notevoli oppure ha accumulato molta esperienza può frequentare per due o tre anni una scuola superiore di polizia o di pubblica amministrazione per salire di grado e diventare Polizeikommissar (una stella d'argento) e in seguito Erster Polizeihauptkomissar (quattro o cinque stelle d'argento).
I pochissimi candidati che si qualificano per i ranghi dirigenziali della polizia studiano per un anno all'accademia statale di polizia, poi per un altro all'Università tedesca della Polizia (Deutsche Honschule der Polizei - DHPol) a Münster-Hiltrup dove si laureano nell'amministrazione della polizia. I gradi dirigenziali cominciano con il Polizeirat (una stella dorata) e terminano con il capo della polizia del Land (corona d'oro con delle stelle in numero variabile da una a tre) oppure capo della Polizia federale (corona d'oro con quattro stelle).

## Aspetto esteriore

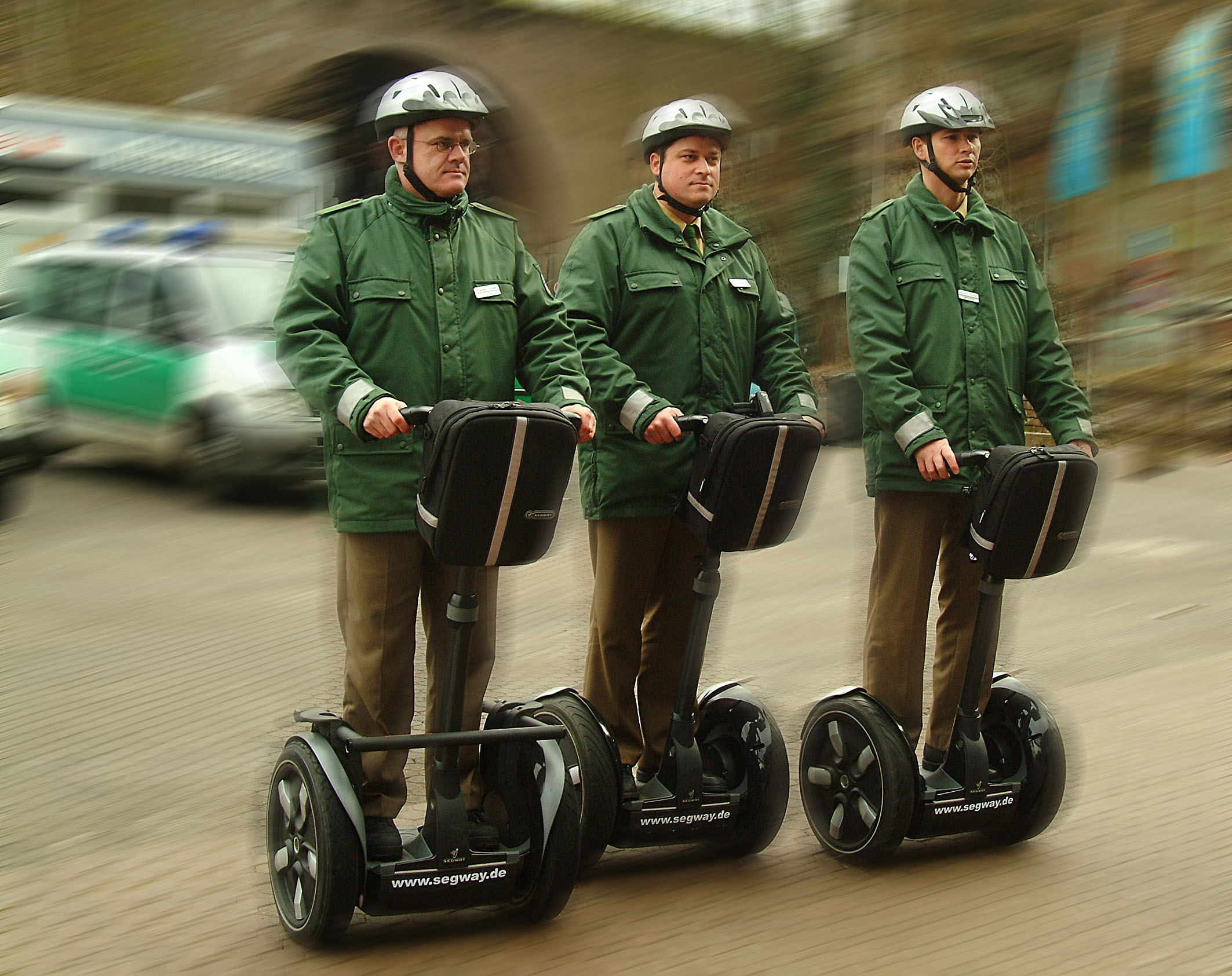
Agenti della polizia della Saarland provano dei nuovi Personal Transporters Segway, agosto 2006.

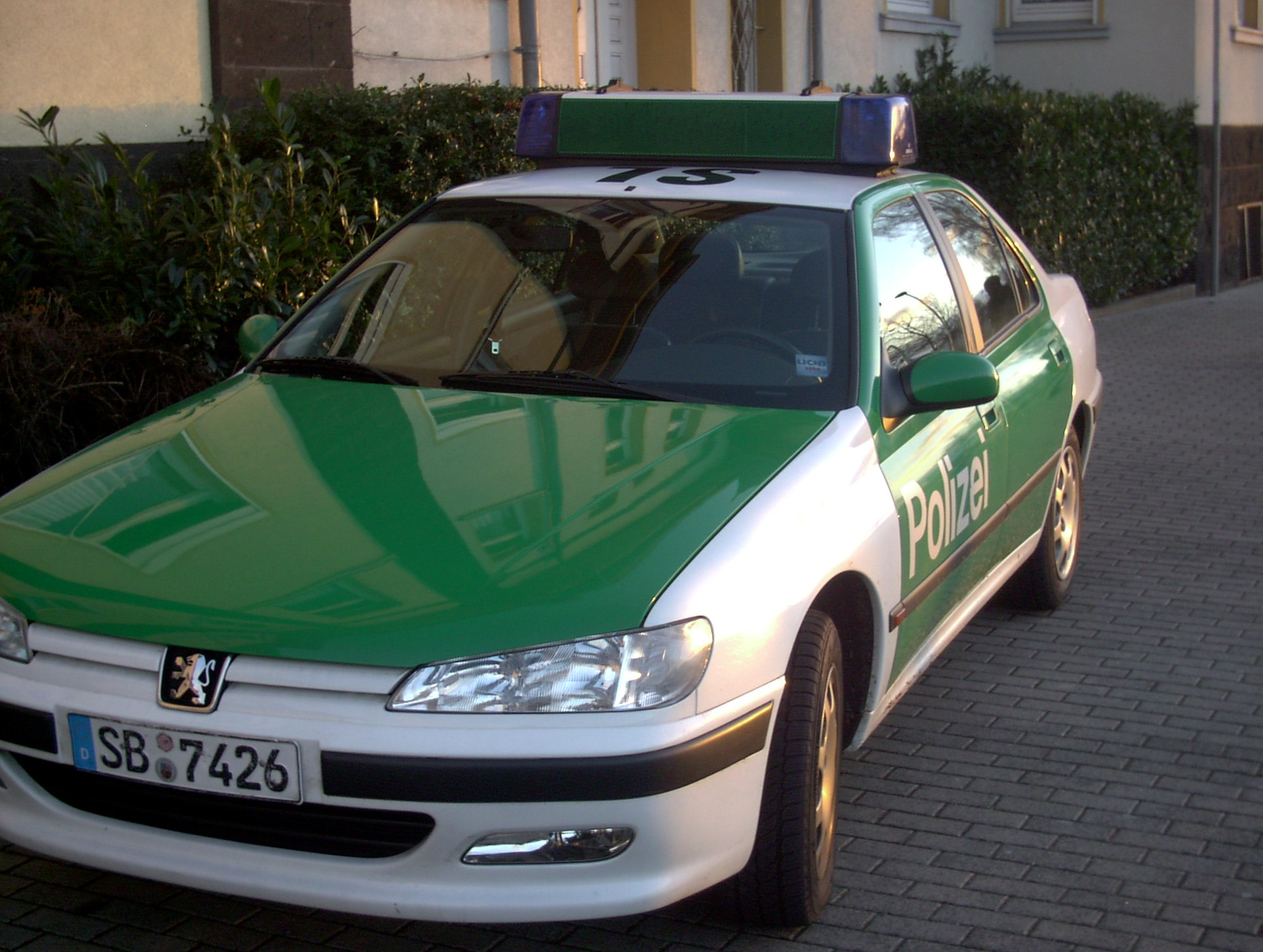
Automobile Peugeot della Landespolizei della Saarland dipinta con la vecchia livrea verde e bianca.

### Dopo la Seconda guerra mondiale
Dal 1945 fino al 1979, i vari Länder utilizzavano una vasta gamma di distintivi e gradi. Per di più, i colori delle uniformi variavano dal verde al blu in diverse tonalità. Ad esempio, i sottufficiali della Polizia cittadina statale di Amburgo vestivano uniformi blu mentre la polizia dello Schleswig-Holstein indossava uniformi verdi con gradi ispirati a quelli del Terzo Reich. La Baviera manteneva sia una polizia statale (Landespolizei) che una polizia cittadina (Gemeinde/Stadtpolizei), che usavano due differenti colori di fondo per le divise: verde la prima e blu la seconda. L'ultima forza di polizia cittadina, quella di Monaco di Baviera, confluì finalmente nella Landespolizei nel 1975. Questo tipo di organizzazione era quello prevalente negli stati che facevano parte del settore americano della Germania Ovest.

### Verde
Questa confusa struttura rimase in vigore fino alla metà degli anni settanta quando una riorganizzazione fu effettuata a livello federale per uniformare le divise e i veicoli della polizia. Alla fine, fu deciso per un nuovo standard: giacca verde, pantaloni marrone chiaro, camicia giallo chiaro e cappello bianco o verde. Anche il sistema dei gradi fu uniformato.
I veicoli furono dipinti di bianco e verde, con la scritta "POLIZEI" a caratteri maiuscoli. Verso il 2000, però, fu effettuato un altro cambio: da verde/bianco si passò al verde/argento. I veicoli tattici della Landespolizei furono comunque sempre verniciati con una gradazione del verde più chiara.

### Blu
Nel 2005 ebbe luogo una seconda riorganizzazione, stavolta diretta a cambiare le uniformi verdi per quelle blu, internazionalmente riconosciute come simbolo delle forze di polizia. I gradi, i distintivi del Land di appartenenza sono rimasti gli stessi. Il cambiamento è ormai stato ultimato con la Baviera, ultimo Land ad aver adottato le uniformi blu, che nella primavera del 2018 ha ultimato la transizione.

## Eccezioni
Il Bundeskriminalamt (BKA) e la Bundespolizei (BPOL) sono istituzioni federali completamente slegate dalle Landespolizei.